# Hackney North and Stoke Newington
Circonscription parlementaire de la Chambre des communes
La circonscription de Hackney North et Stoke Newington est une circonscription électorale anglaise située dans le Grand Londres, et représentée à la Chambre des communes du Parlement britannique depuis 1987 par Diane Abbott du Parti travailliste.

## Géographie
La circonscription comprend :
- La partie nord-ouest du borough londonien de Hackney
- Les quartiers Stamford Hill et Stoke Newington

## Députés
Les Members of Parliament (MPs) de la circonscription sont :
| Législature                                                                 | Années       | Député        | Député         | Parti        |
| --------------------------------------------------------------------------- | ------------ | ------------- | -------------- | ------------ |
| Hackney North and Stoke Newington issue de Hackney North et Stoke Newington |              |               |                |              |
| 39e                                                                         | 1950–1951    |               | David Weitzman | Travailliste |
| 40e                                                                         | 1951–1955    |               | David Weitzman | Travailliste |
| 41e                                                                         | 1955–1957    |               | David Weitzman | Travailliste |
| 42e                                                                         | 1959–1964    |               | David Weitzman | Travailliste |
| 43e                                                                         | 1964–1966    |               | David Weitzman | Travailliste |
| 44e                                                                         | 1966–1970    |               | David Weitzman | Travailliste |
| 45e                                                                         | 1970–1974    |               | David Weitzman | Travailliste |
| 46e                                                                         | 1974–1974    |               | David Weitzman | Travailliste |
| 47e                                                                         | 1974–1979    |               | David Weitzman | Travailliste |
| 48e                                                                         | 1979–1983    | Ernie Roberts |                | Travailliste |
| 49e                                                                         | 1983–1987    | Ernie Roberts |                | Travailliste |
| 50e                                                                         | 1987–1992    | Diane Abbott  |                | Travailliste |
| 51e                                                                         | 1992–1997    | Diane Abbott  |                | Travailliste |
| 52e                                                                         | 1997–2001    | Diane Abbott  |                | Travailliste |
| 53e                                                                         | 2001–2005    | Diane Abbott  |                | Travailliste |
| 54e                                                                         | 2005–2010    | Diane Abbott  |                | Travailliste |
| 55e                                                                         | 2010–2015    | Diane Abbott  |                | Travailliste |
| 56e                                                                         | 2015–2017    | Diane Abbott  |                | Travailliste |
| 57e                                                                         | 2017–2019    | Diane Abbott  |                | Travailliste |
| 58e                                                                         | 2019–Présent | Diane Abbott  |                | Travailliste |

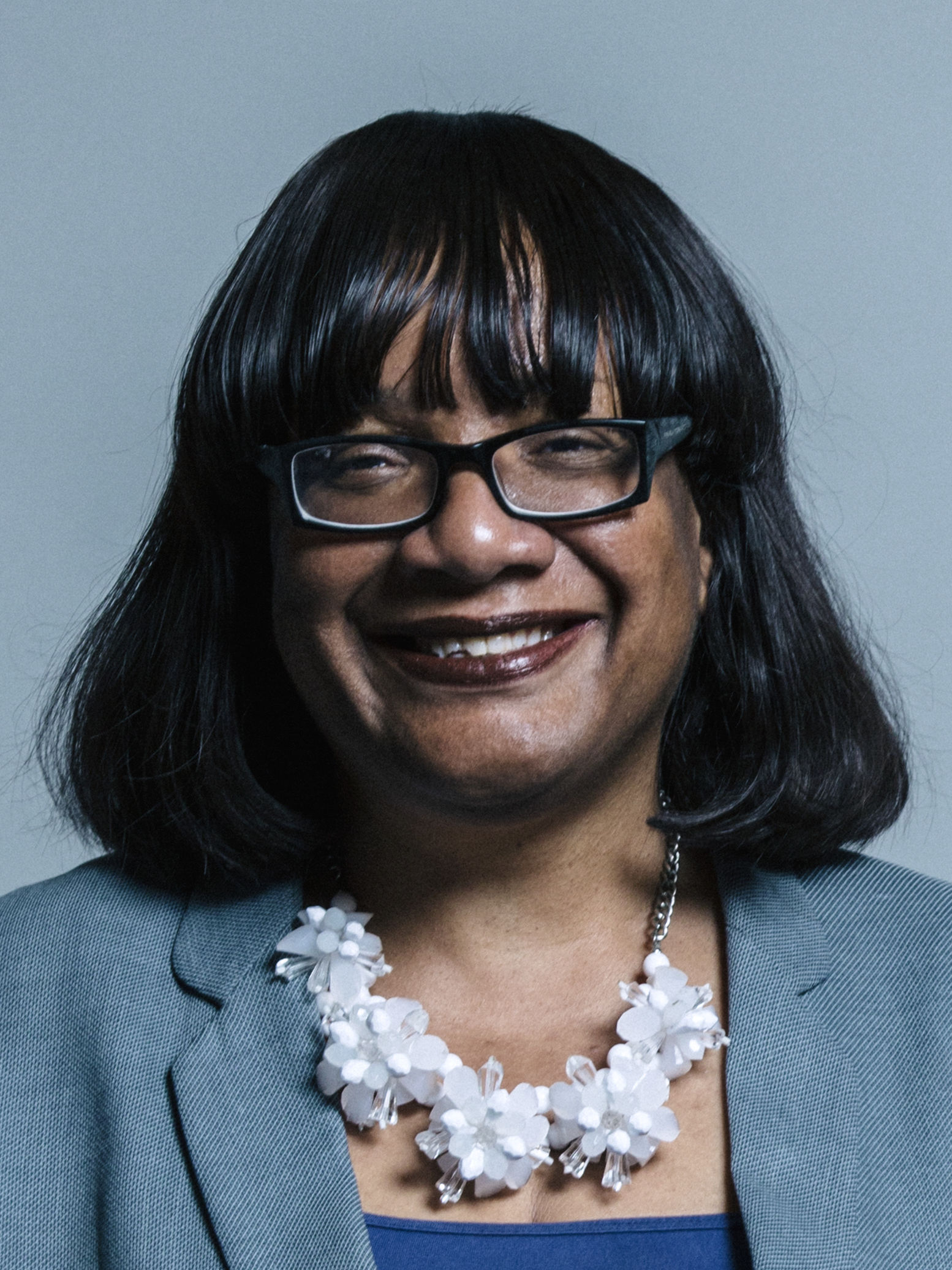
Diane Abbott (1987-Présent)